# Papamosques tricolor
El papamosques tricolor (Ficedula tricolor) és una espècie d'ocell de la família dels muscicàpids (Muscicapidae). És troba al centre i sud de la Xina, el nord de l'Himàlaia i el sud-est asiàtic. El seu hàbitat natural són els boscos tropicals i subtropicals de frondoses humits de l'estatge montà. El seu estat de conservació es considera de risc mínim.